# پرستار بچه (ترانه)
«پرستارِ بچه» (انگلیسی: Baby Sister) یک تک‌آهنگ از خوانندۀ آمریکایی لاتویا جکسون در سال ۱۹۸۵ است که اولین قطعه از چهارمین آلبوم او خیال‌پردازی است. این تک‌آهنگ در قالب ۷ اینچی در ژاپن و سپس در آمریکا منتشر شد.

## منبع
- مشارکت‌کنندگان ویکی‌پدیا. «Baby Sister». در دانشنامهٔ ویکی‌پدیای انگلیسی، بازبینی‌شده در ۲۰ آوریل ۲۰۲۳.